# Klajda Gjosha
Klajda Gjosha (Tirana, 1983. július 28. –) albán politikus, 2013. szeptembere óta Edi Rama kormányának európai integrációért felelős minisztere.

## Élete
Gjosha az Egyesült Királyságban található Strode College-ban részesült középfokú oktatásban, a Readingi Egyetemen pedig 2005-ben szerzett diplomát politikai tudományokból és nemzetközi kapcsolatokból, 2006-ban pedig európai tanulmányok mesterfokozatot szerzett.

## Politikusként
2006 és 2012 között a tiranai önkormányzat kutató- és tanácsadó cégének igazgatója, a Nemzeti Turisztikai Ügynökség marketing-promóciós igazgatója, a WAZ Medien Gruppéban a WAZ Albania helyettes képviselője volt, a European Care LTD Companyban dolgozott szociális munkásként.
2012-ben a Szocialista Mozgalom az Integrációért (LSI) elnökhelyettese, a pártelnökség tagja, valamint az SMI Nők Fóruma elnöke is lett.
2012 és 2013 között helyettes munkaügyi, szociális és egészségügyi miniszter volt Sali Berisha kormányában, míg az LSI ki nem lépett a kormánykoalícióból.
2013 óta európai integrációért felelős miniszter és az LSI alelnöke.

## Fordítás
Ez a szócikk részben vagy egészben  a   Klajda Gjosha című angol Wikipédia-szócikk ezen változatának fordításán alapul.  Az eredeti cikk szerkesztőit annak laptörténete sorolja fel. Ez a jelzés csupán a megfogalmazás eredetét és a szerzői jogokat jelzi, nem szolgál a cikkben szereplő információk forrásmegjelöléseként.